# Memorial dos Veteranos do Condado de Andrews

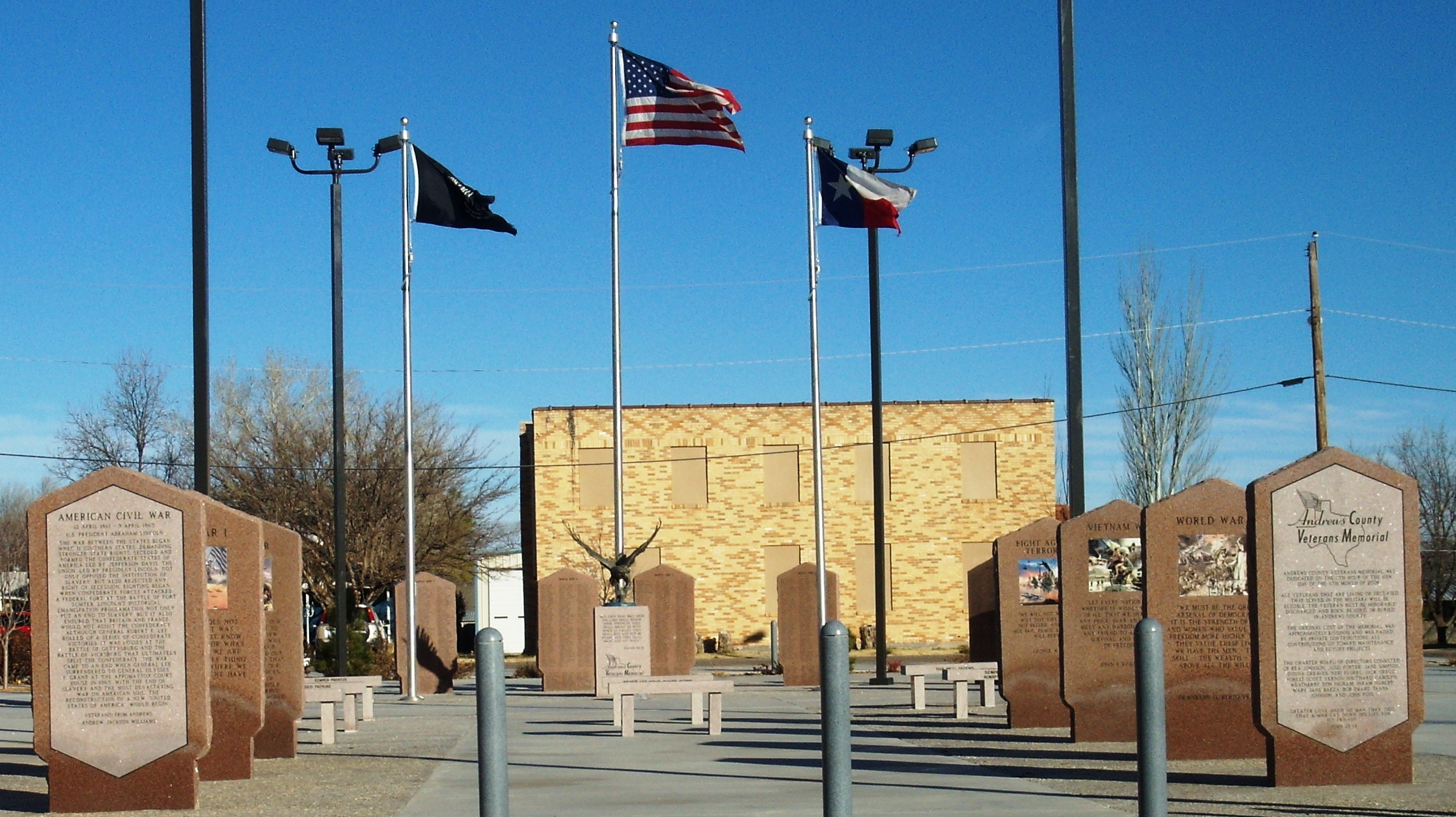
Entrada do Memorial

O Memorial dos Veteranos do Condado de Andrews é um memorial em Andrews, Texas, criado em 2006 como um tributo aontrada do Memorials residentes do Condado de Andrews que serviram nas forças armadas dos Estados Unidos. Ao entrar no Memorial dos Veteranos do Condado de Andrews, pode-se ver quinze placas de granito gravadas. Cada placa tem um metro de largura e 1,80 de altura e pesa 2.000 libras. As placas foram construídas e instalados pela Sadler & Son Monument Works de Hobbs, Novo México. Os nomes de 2.600 veteranos do Condado de Andrews estão gravados nas placas. O memorial incorpora obras de arte de Ray Simon de Youngstown, Ohio, e foi concluído a um custo de $ 150.000, que foi arrecadado através de doações.
Soldados de todos os principais conflitos em que a América participou são homenageados. Há três soldados caídos do condado de Andrews homenageados no memorial: Kenneth L. Boykin, Ronald D. Horn, e Ray M. Bevel.